# Resistans

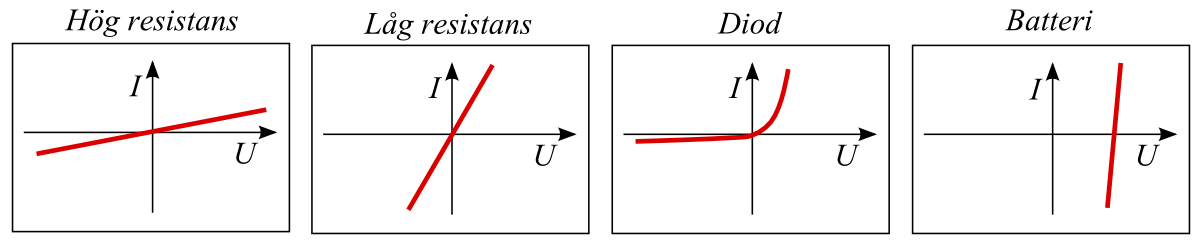
Exempel på resistans hos olika objekt

Resistans är ett visst slag av strömbegränsande förmåga hos en elektrisk krets. Ju högre resistansvärde kretsen har, desto högre spänning krävs för att driva en ström av en viss storlek genom kretsen. Resistans mäts i ohm.
Vid likström kan strömmens storlek i en ledare beräknas genom att spänningen över ledaren divideras med dess resistansvärde i enlighet med Ohms lag.
Om strömmen är en växelström räcker det i det allmänna fallet inte med att ta hänsyn till enbart resistansen för att beräkna en ledares egenskaper då man istället måste beräkna dess impedans, vilken är sammansatt av resistans och reaktans.
I kopplingsscheman och beräkningsuttryck betecknas resistansen vanligtvis med R. En resistor är en komponent för att åstadkomma resistans. Till skillnad från ett induktivt eller kapacitivt element har en resistor ingen fasvridande förmåga.
Resistansen för en elektrisk ledning kan beräknas med följande formel: 
{\displaystyle R=\ \rho {L \over A}}
där {\displaystyle \ \rho } är materialets resistivitet, {\displaystyle \ L} är längden och {\displaystyle \ A} tvärsnittsarean.

## Seriekoppling och parallellkoppling
Vid beräkning av totala resistansen för flera seriekopplade motstånd blir resistansen summan av motståndens resistans:
{\displaystyle R_{serie}=R_{1}+R_{2}+R_{3}+...}
Vid beräkning av totala resistansen för flera paralellkopplade motstånd blir resistansen:
{\displaystyle R_{parallell}={\frac {1}{{\frac {1}{R_{1}}}+{\frac {1}{R_{2}}}+{\frac {1}{R_{3}}}+...}}}

## Temperaturberoende
Vid rumstemperatur ökar den elektriska resistansen för en typisk metallisk ledare linjärt med temperaturen:
{\displaystyle R=R_{0}(1+aT)\,},
där {\displaystyle \ a} är den termiska motståndskoefficienten.
För en odopad halvledare minskar resistansen exponentiellt med temperaturen
{\displaystyle R=R_{0}e^{-aT}\,}
Dopade halvledare har ett betydligt mer komplicerat temperaturberoende. När temperaturen ökar från absoluta nollpunkten minskar resistansen mycket snabbt i takt med att donatorer och acceptorer frigör sina respektive laddningsbärare. Vid högre temperaturer kommer resistansen att öka på grund av att de fria laddningsbärarnas rörlighet minskar (ungefär som i en metall). Vid ytterligare temperaturökning kommer beteendet att likna det för odopade halvledare då dopningsämnenas bidrag till det totala antalet fria laddningsbärare blir försumbart.
Den elektriska resistansen för elektrolyter är i hög grad icke-linjär och varierar från fall till fall varför inga generella ekvationer kan ställas upp.